# Zielonka Pasłęcka
Zielonka Pasłęcka (deutsch Grünhagen) ist ein Dorf im Powiat Elbląski (Elbinger Kreis) der polnischen Woiwodschaft Ermland-Masuren und gehört zur Landgemeinde Pasłęk (Preußisch Holland).

## Geographische Lage
Das Dorf liegt in der historischen Region Ostpreußen, etwa 28 Kilometer südöstlich von  Elbląg (Elbing) und acht Kilometer südsüdöstlich der Stadt Pasłęk (Preußisch Holland).

## Geschichte

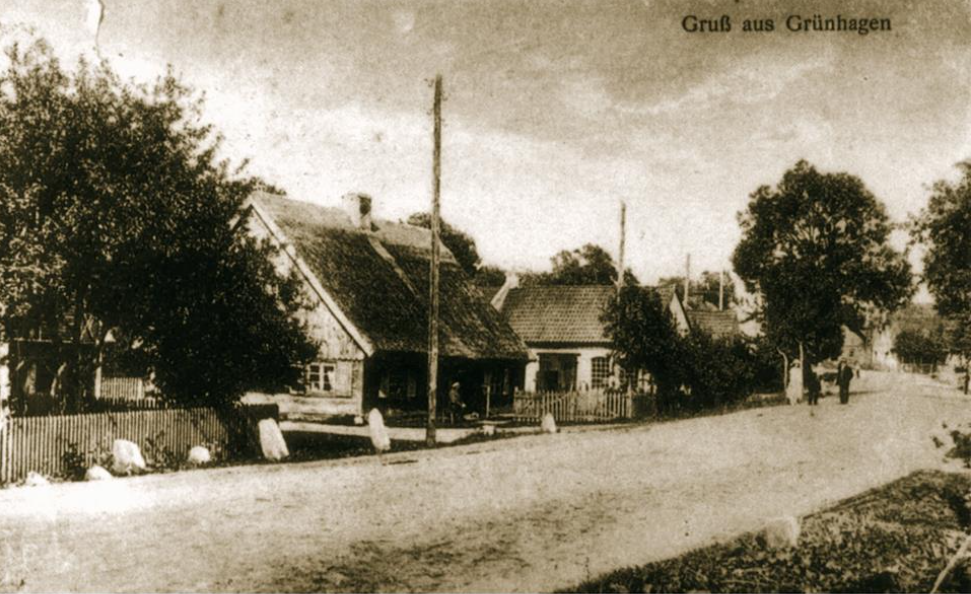
Dorfstraße, auf einer Bildpostkarte von etwa 1930

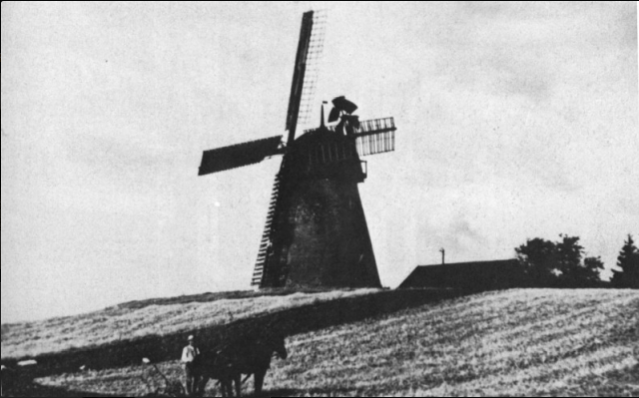
Frühere Windmühle des Dorfs (Aufnahme ca. 1920)

Ältere Schreibweisen des Ortsnamens sind Grünhain und Grünhan. Das Dorf erhielt im Jahr 1483 eine Handfeste. Wann die Dorfkirche erbaut wurde, ist unbekannt; sie soll seit mindestens 1542 bestanden haben. Um 1782 wies das Bauerndorf 58 Haushaltungen auf.
Im Jahr 1945 gehörte Grünhagen zum Kreis Preußisch Holland im Regierungsbezirk Königsberg der preußischen Provinz Ostpreußen des Deutschen Reichs.
Gegen Ende des Zweiten Weltkriegs wurde Grünhagen am 23. Januar 1945 von der Roten Armee eingenommen; in der Nacht zuvor ereignete sich bei dem Dorf ein schweres Eisenbahnunglück mit einem mit Flüchtlingen besetzten Personenzug. Bald darauf wurde Grünhagen zusammen mit der gesamten südlichen Hälfte Ostpreußens von der Sowjetunion  der Volksrepublik Polen zur Verwaltung überlassen. Seit Juli 1945 wurden Polen angesiedelt. In der Folgezeit wurde die einheimische Bevölkerung von der polnischen Administration aus dem Kreisgebiet vertrieben.

### Bevölkerungsentwicklung bis 1945
| Jahr | Einwohner | Anmerkungen |
| ---- | --------- | --- |
| 1782 | –         | königliches und kölmisches Dorf und Krug mit 58 Feuerstellen (Haushaltungen) und einer lutherischen Kirche, mater von Samrodt |
| 1816 | 0500      | königliches Bauerndorf |
| 1852 | 0723      | Dorf |
| 1858 | 0766      | davon 761 Evangelische, zwei Katholiken und drei Juden; auf einer Fläche von 4575 Morgen, in 90 Wohngebäuden                  |
| 1864 | 0909      | am 3. Dezember |
| 1867 | 0877      | am 3. Dezember, Kirchdorf |
| 1871 | 0955      | am 1. Dezember, davon 941 Evangelische, sieben Katholiken und sieben Juden; in 102 Wohngebäuden                               |
| 1885 | 1040      | am 1. Dezember, davon 1026 Evangelische, acht Katholiken und sechs Juden                                                      |
| 1910 | 0882      | am 1. Dezember |
| 1933 | 0798      | [ 12 ] |
| 1939 | 0756      | [ 12 ] |